# Xavier Maassen
Xavier Maassen (ur. 22 czerwca 1980 w Heerlen) – holenderski kierowca wyścigowy.

## Kariera
Maassen rozpoczął karierę w wyścigach samochodowych w 2001 roku. Od tamtego czasu startował w blegijskiej oraz holenderskiej edycji Formuły Ford, Brytyjskiej Formule Renault, Europejskim Pucharze Formuły Renault 2.0, Holenderskiej Formule Renault, Północnoeuropejskim Pucharze Formuły Renault 2.0, Formule Renault 3.5, FIA GT Championship, 24h Le Mans i w Belcar Endurance Championship. Od 2013 roku występuje w Blancpain Endurance Series.

## Statystyki
| Sezon | Seria                                         | Zespół                                 | Wyścigi | Zwycięstwa | PP | NO | Podium | Punkty | Pozycja |
| ----- | --------------------------------------------- | -------------------------------------- | ------- | ---------- | -- | -- | ------ | ------ | ------- |
| 2001  | Formuła Ford 1800 Benelux                     | Van Kalmthout Racing                   | 11      | 0          | 0  | 1  | 3      | 64     | 7       |
| 2001  | Avon Tyres Formula Ford Eurotour - Class 1    |                                        | 2       | 0          | 0  | 0  | 0      | 0      | NS      |
| 2001  | Festiwal Formuły Ford - Heats/Semi            |                                        | 2       | 0          | 0  | 0  | 0      | 0      | NS      |
| 2001  | Festiwal Formuły Ford                         | Van Kalmthout Racing                   | 1       | 0          | 0  | 0  | 0      | N/A    | NS      |
| 2001  | Belgijska Formuła Ford                        | Van Kalmthout Racing                   |         |            |    |    |        |        | 1       |
| 2002  | Formuła Ford 1800 Benelux                     | Geva Racing                            | 10      | 1          | 1  | 1  | 6      | 101    | 2       |
| 2002  | Formuła Ford 1800 Netherlands                 |                                        |         |            |    |    |        | 53     | 5       |
| 2002  | Festiwal Formuły Ford - Heats/Semi            |                                        | 2       | 0          | 0  | 0  | 0      | 0      | NS      |
| 2002  | Brytyjska Formuła Renault (edycja zimowa)     | AR Motorsport                          | 2       | 0          | 1  |    | 0      | N0     | NS†     |
| 2002  | Belgijska Formuła Ford                        | Geva Racing                            |         |            |    |    |        |        | 1       |
| 2003  | Habo DaCosta Formuła Renault                  | Vodafone Racing Team/ Equipe Verschuur | 15      | 0          | 0  |    | 1      | 108    | 7       |
| 2003  | Europejski Puchar Formuły Renault 2000        | Equipe Verschuur                       | 4       | 0          | 0  | 0  | 3      | 2      | 26      |
| 2004  | Holenderska Formuła Renault                   | AR Motorsport                          | 14      | 3          | 4  |    | 5      | 198    | 2       |
| 2004  | Europejski Puchar Formuły Renault 2000        | AR Motorsport                          | 9       | 0          | 0  | 0  | 0      | 2      | 31      |
| 2004  | Bahrain GT Festival - GT3                     | US Carworld                            | 1       | 0          | 0  | 0  | 0      | N/A    | 12      |
| 2005  | Europejski Puchar Formuły Renault 2.0         | JD Motorsport                          | 16      | 0          | 0  | 0  | 1      | 32     | 10      |
| 2005  | Holenderska Formuła Renault                   | JD Motorsport                          | 3       | 0          | 0  |    | 2      | 35     | 16      |
| 2005  | ELF BRL V6                                    |                                        |         |            |    |    |        | 21     | 20      |
| 2006  | Europejski Puchar Formuły Renault 2.0         | JD Motorsport                          | 14      | 0          | 0  | 0  | 1      | 21     | 13      |
| 2006  | Północnoeuropejski Puchar Formuły Renault 2.0 | JD Motorsport                          | 14      | 2          | 1  | 1  | 6      | 252    | 3       |
| 2007  | Formuła Renault 3.5                           | Prema Powerteam                        | 17      | 0          | 0  | 0  | 0      | 0      | NS      |
| 2008  | FIA GT - GT1                                  | Selleslagh Racing Team                 | 9       | 1          | 0  |    | 2      | 32,5   | 8       |
| 2009  | FIA GT - GT1                                  | Luc Alphand Aventures                  | 8       | 0          | 1  | 0  | 1      | 35     | 4       |
| 2009  | FIA GT - GT1                                  | Sangari Team Brazil                    | 8       | 0          | 1  | 0  | 1      | 35     | 4       |
| 2009  | Dutch Supercar Challenge - GT                 | Rudolph Racing                         | 4       | 0          | 0  | 0  | 1      | 36     | 12      |
| 2009  | 24h Le Mans - GT1                             | Luc Alphand Aventures                  | 1       | 0          | 0  | 0  | 0      | N/A    | 2       |
| 2010  | FIA GT1 World Championship                    | Mad Croc Racing                        | 14      | 1          | 1  | 1  | 1      | 17     | 31      |
| 2010  | BOSS GP - Open                                |                                        | 1       | 0          | 0  | 0  | 0      | 5      | 18      |
| 2010  | 24h Le Mans - GT1                             | Luc Alphand Aventures                  | 1       | 0          | 0  | 0  | 0      | N/A    | NS      |
| 2011  | Belcar Endurance Championship                 | W Racing Team                          | 6       | 1          | 0  | 0  | 3      | 91     | 2       |
| 2011  | Belcar - GT3                                  | W Racing Team                          | 6       | 1          | 0  | 0  | 3      | 40     | 2       |
| 2011  | Blancpain Endurance Series - GT3 Pro-Am Cup   | Faster Racing by DB Motorsport         |         |            |    |    |        | 10     | 19      |
| 2011  | 24h Le Mans - GTE Pro                         | JMW Motorsport                         | 1       | 0          | 0  | 0  | 0      | N/A    | 9       |
| 2012  | Blancpain Endurance Series - GT3 Pro Cup      | Prospeed Competition                   | 5       | 1          | 0  | 0  | 1      | 72     | 3       |
| 2013  | Blancpain Endurance Series - GT3 Pro Cup      | Prospeed Competition                   | 4       | 0          | 0  | 0  | 0      | 14     | 21      |
| 2013  | Porsche GT3 Cup Challenge Benelux - Pro       | Speedlover                             | 4       | 0          | 0  | 0  | 3      | 34     | 11      |
| 2014  | Blancpain Endurance Series - Pro Cup          | HTP Motorsport                         | 1       | 0          | 0  | 0  | 0      | 0      | NS      |
| 2014  | Belgian Racing Car Championship - Pro         | Belgium Racing                         | 7       | 0          | 0  | 0  | 7      | 94     | 2       |

## Wyniki w Formule Renault 3.5
| Legenda oznaczeń w tabelach wyników Wyświetl szablon na nowej stronie | Legenda oznaczeń w tabelach wyników Wyświetl szablon na nowej stronie                                                                     |
| Oznaczenie                                                            | Wyjaśnienie |
| --------------------------------------------------------------------- | --- |
| Złoty                                                                 | Zwycięzca lub mistrzostwo |
| Srebrny                                                               | 2. miejsce lub wicemistrzostwo |
| Brązowy                                                               | 3. miejsce lub II wicemistrzostwo |
| Zielony                                                               | Ukończył, punktował (w klasyfikacji generalnej, gdy zdobył co najmniej jeden punkt na przestrzeni sezonu, poza trzema powyższymi opcjami) |
| Niebieski                                                             | Ukończył, nie punktował (w klasyfikacji generalnej, gdy nie zdobył co najmniej jednego punktu na przestrzeni sezonu)                      |
| Czerwony                                                              | Nie zakwalifikował się (NZ) |
| Czerwony                                                              | Nie prekwalifikował się (NPK) |
| Różowy                                                                | Nie ukończył (NU) |
| Różowy                                                                | Niesklasyfikowany (NS) (w klasyfikacji generalnej, gdy nie został sklasyfikowany w żadnym wyścigu sezonu)                                 |
| Czarny                                                                | Zdyskwalifikowany (DK) |
| Czarny                                                                | Wykluczony (WYK/EX) |
| Biały                                                                 | Nie wystartował (NW) |
| Biały                                                                 | Kontuzjowany (K/INJ) |
| Biały                                                                 | Wyścig odwołany (OD/C) |
| Bez koloru                                                            | Został wycofany (WYC/WD) |
| Bez koloru                                                            | Nie przybył (NP/DNA) |
| Bez koloru                                                            | Nie brał udziału w treningach (NT/DNP) |
| Bez koloru                                                            | Nie został zgłoszony (–) |
| Pogrubienie                                                           | Start z pole position |
| Kursywa                                                               | Najszybsze okrążenie wyścigu |
| †                                                                     | Nie ukończył, ale jego rezultat został zaliczony ze względu na przejechanie więcej niż 90% dystansu wyścigu.                              |
| *                                                                     | Sezon w trakcie |
| 1/2/3                                                                 | Punktowana pozycja w sprincie kwalifikacyjnym                                                                                             |
| Lista systemów punktacji Formuły 1                                    | |

| Rok  | Zespół          | Wyniki w poszczególnych eliminacjach | Wyniki w poszczególnych eliminacjach | Wyniki w poszczególnych eliminacjach | Wyniki w poszczególnych eliminacjach | Wyniki w poszczególnych eliminacjach | Wyniki w poszczególnych eliminacjach | Wyniki w poszczególnych eliminacjach | Wyniki w poszczególnych eliminacjach | Wyniki w poszczególnych eliminacjach | Wyniki w poszczególnych eliminacjach | Wyniki w poszczególnych eliminacjach | Wyniki w poszczególnych eliminacjach | Wyniki w poszczególnych eliminacjach | Wyniki w poszczególnych eliminacjach | Wyniki w poszczególnych eliminacjach | Wyniki w poszczególnych eliminacjach | Wyniki w poszczególnych eliminacjach | Punkty | Pozycja |
| ---- | --------------- | ------------------------------------ | ------------------------------------ | ------------------------------------ | ------------------------------------ | ------------------------------------ | ------------------------------------ | ------------------------------------ | ------------------------------------ | ------------------------------------ | ------------------------------------ | ------------------------------------ | ------------------------------------ | ------------------------------------ | ------------------------------------ | ------------------------------------ | ------------------------------------ | ------------------------------------ | ------ | ------- |
| 2007 | Prema Powerteam | ITA                                  | ITA                                  | DEU                                  | DEU                                  | MON                                  | HUN                                  | HUN                                  | BEL                                  | BEL                                  | GBR                                  | GBR                                  | FRA                                  | FRA                                  | PRT                                  | PRT                                  | ESP                                  | ESP                                  | 0      | 32      |
| 2007 | Prema Powerteam | NU                                   | 17                                   | 22                                   | 17                                   | 17                                   | 14                                   | 13                                   | 14                                   | NU                                   | NU                                   | 14                                   | NU                                   | NU                                   | 22                                   | NU                                   | 23                                   | 17                                   | 0      | 32      |